# Марвесси, Хуан
Хуан Андрес Марвесси (исп. Juan Andrés Marvezzi; 16 ноября 1915, Сан-Мигель-де-Тукуман — 4 апреля 1971, Мунро, провинция Буэнос-Айрес) — аргентинский футболист, нападающий.

## Биография

### Клубная карьера
Хуан Марвесси начал свою карьеру в 1934 году в клубе «Архентино». Там Марвесси играл (с перерывом выступлений за клуб «Белья Виста») до 1937 года, когда решил перейти в клуб «Тигре».
В «Тигре» Марвесси дебютировал 13 июня в матче с клубом «Индепельенте», который «Тигре» выиграл 4:1. 4 июля Марвесси забивает за свою команду первый гол в ворота «Тальереса» (5:2 победа «Тигре»).
В 1942 году Марвесси переходит в клуб «Расинг» из Авельянеды, где он дебютирует в товарищеском матче с уругвайским клубом «Пеньяроль», сразу забив 4 мяча. Но, несмотря на удачное начало, сезон в «Расинге» у Марвесси был не очень богат на голы, и футболист решил вернуться в «Тигре».
В 1943 год возвращение Марвесси в «Тигре» состоялось, но было недолгим, в тот же год игрок завершил карьеру. Всего за «Тигре» Марвесси провёл 173 матча и забил 116 мячей, до сих пор являясь лучшим бомбардиром «Тигре» в истории.

### В сборной
В сборной Аргентине Марвесси провёл 9 матчей и забил 9 мячей, он вместе с командой победил на Чемпионате Южной Америки в 1941 году и там же стал лучшим бомбардиром турнира. В матче против сборной Эквадора забил пять голов.

## Статистика
| Сезон | Команда             | Турнир  | Игры | Голы |
| ----- | ------------------- | ------- | ---- | ---- |
| 1937  | Тигре               | Примера | 24   | 23   |
| 1938  | Тигре               | Примера | 31   | 16   |
| 1939  | Тигре               | Примера | 33   | 21   |
| 1940  | Тигре               | Примера | 34   | 29   |
| 1941  | Тигре               | Примера | 27   | 12   |
| 1942  | Расинг (Авельянеда) | Примера | 10   | 1    |
| 1943  | Тигре               | Примера | 25   | 15   |

## Достижения

### Командные
- Чемпион Южной Америки: 1941

### Личные
- Лучший бомбардир Чемпионата Южной Америки: 1941 (5 голов)